# Idioma cocama-cocamilla
El cocama (kukama) o cocama-cocamilla (kukama-kukamiria) es una lengua tupí hablada por aproximadamente dos mil indígenas de la Amazonía occidental. La UNESCO considera al cocama como idioma "seriamente en peligro" de extinción.

## Aspectos históricos, sociales y culturales

### Distribución
Es hablada a lo largo de las orillas del Bajo Ucayali nororiental, el Bajo Marañón y el Bajo Huallaga y en áreas fronterizas de Perú con Amazonas (Brasil) así como en una isla lingüística el departamento de Amazonas, al sureste de Colombia y en el sur de Venezuela.
Los cocama fueron contactados por los españoles en 1559, y el grupo cocamilla bastante más tarde en 1651.

### Número de hablantes
El grupo étnico cocama se estima que está formado por unos 15 mil individuos, entre los cuales pueden encontrarse unos 2 mil hablantes de cocama-cocamilla. La mayor parte de los hablantes es trilingüe porque además pueden hablar portugués y español, siendo muy pocos monolingües. En muchos otros grupos étnicos existen hablantes de cocama, por ejemplo en Colombia se estima que existen hablantes de cocama dentro de una veintena de grupos étnicos diferentes del bajo Putumayo.

## Descripción lingüística

### Clasificación
El cocama es una lengua tupí de la subfamilia tupí-guaraní. Dentro de dicha subfamilia la lengua con un parentesco más cercano es el omagua.